# Smittium arvernense
Smittium arvernense är en svampart som beskrevs av R.A. Poiss. 1937. Smittium arvernense ingår i släktet Smittium och familjen Legeriomycetaceae.   Inga underarter finns listade i Catalogue of Life.